# Dragan Bogavac
Dragan Bogavac [ˈbɔɡaʋats] (* 7. April 1980 in Bijelo Polje) ist ein ehemaliger montenegrinischer Fußballspieler.

## Karriere
Bogavac begann seine Karriere beim FK Brskovo Mojkovac. 1999 wechselte er zum FK Rudar Pljevlja, im Januar 2002 dann zu FK Roter Stern Belgrad. Mit Roter Stern wurde er 2004 serbischer Meister und Pokalsieger und nahm am UEFA-Pokal 2003/04 teil. Im Sommer 2005 verpflichtete ihn der damalige Zweitligist Wacker Burghausen als Ersatz für den zum TSV 1860 München gewechselten Stefan Reisinger. Zur Saison 2007/08 unterschrieb er einen Vertrag bei der TuS Koblenz. Nach einer halben Saison ging er innerhalb der Liga zum SC Paderborn 07, bei dem er bis zum Abstieg des SCP blieb. Für die Spielzeiten 2008/09 und 2009/10 unterschrieb Bogavac ablösefrei einen Vertrag beim damaligen Zweitligisten 1. FSV Mainz 05, mit dem er 2009 in die Fußball-Bundesliga aufstieg. Am 12. September 2009 kam Bogavac zu seinen ersten Einsatz in der Bundesliga.
Am 12. September 2007 debütierte Bogavac beim Spiel gegen Schweden in der montenegrinischen Fußballnationalmannschaft.
Dragan Bogavac ist der Cousin von Danko Bošković, der bis zum Ende der Saison 2010/11 beim SV Wehen Wiesbaden unter Vertrag stand.